# 长苞羊耳蒜
长苞羊耳蒜（学名：Liparis inaperta）为兰科羊耳蒜属下的一个种。

## 扩展阅读
維基物種上的相關：长苞羊耳蒜